# Томаш Бржечка
Томаш Бржечка (чеськ. Tomáš Břečka, нар. 12 травня 1994) — чеський футболіст, захисник клубу «Яблонець».

## Клубна кар'єра
Народився 12 травня 1994 року. Вихованець футбольної школи клубу «Словацко». Дорослу футбольну кар'єру розпочав 2013 року в основній команді того ж клубу, в якій провів п'ять сезонів, взявши участь у 58 матчах чемпіонату.
У червні 2018 року підписав 3-річний контракт з клубом «Яблонець». Станом на 23 вересня 2018 року відіграв за команду з Яблонця-над-Нісою 5 матчів в національному чемпіонаті.

## Виступи за збірну
13 жовтня 2015 року зіграв свій єдиний матч за молодіжну збірну Чехії (U-21) в матчі відбору на молодіжний чемпіонат Європи 2017 року проти Чорногорії (3:3).